# Мельсхаймер, Эрнст
Эрнст Ме́льсхаймер (нем. Ernst Melsheimer; 9 апреля 1897, Нойнкирхен — 25 марта 1960, Восточный Берлин) — немецкий юрист, первый генеральный прокурор ГДР. Мельсхаймер выступал за повышение роли партии в судах и против отделения юстиции от государства. Выступал обвинителем во многих политических закрытых и показательных процессах.

## Биография
Мельсхаймер родился в семье директора металлургического завода. Бросил гимназию в 1914 году, чтобы пойти добровольцем на фронт. Спустя восемь недель получил ранение, демобилизовался и изучал право в Марбургском и Боннском университетах. В 1918 году Мельсхаймер поступил на службу в органы юстиции Пруссии и продвигался по служебной лестнице, в 1937 году служил в Камеральном суде в Берлине. В 1919 году защитил докторскую диссертацию. В 1928—1933 годах Мельсхаймер состоял в СДПГ и Рейхсбаннере. В 1933 году вышел из СДПГ и сохранил за собой должность в земельном суде. В 1936 году вступил в Национал-социалистический союз правоохранителей и в 1940 году был награждён медалью верности фюреру.
По окончании Второй мировой войны в 1945 году Мельсхаймер вступил в КПГ, после слияния СДПГ и КПГ стал членом СЕПГ. Был одним из немногих юристов с национал-социалистическим прошлым, получившим разрешение продолжить работу по специальности в ГДР. Мельсхаймер служил на должности прокурора в Берлине, в 1946—1949 годах занимал пост вице-президента Германского центрального управления юстиции, предшественника министерства юстиции ГДР. В декабре 1949 года Эрнст Мельсхаймер занял должность генерального прокурора ГДР и тем самым главного обвинителя в процессах, рассматривавшихся в Верховном суде ГДР. На многих как показательных, так и закрытых процессах требовал смертной казни для многих обвиняемых политиков. Занимал должность генерального прокурора вплоть до своей смерти в 1960 году. Похоронен на Центральном кладбище Фридрихсфельде в берлинском Лихтенберге.